# Великобритания на летних Олимпийских играх 1976
На летних Олимпийских играх 1976 года Великобританию представляли 242 спортсмена (176 мужчин, 66 женщины). Они завоевали 3 золотых, 5 серебряных и 5 бронзовых медалей, что вывело сборную на 13-е место в неофициальном командном зачёте.

## Медалисты
| Медаль  | Спортсмен | Вид спорта            | Дисциплина                               |
| ------- | --- | --------------------- | ---------------------------------------- |
| Золото  | Рег Уайт Джон Осборн                                                                                             | Парусный спорт        | Класс «Торнадо»                          |
| Золото  | Джим Фокс Дэнни Найтингейл Адриан Паркер                                                                         | Современное пятиборье | Мужчины, командное первенство            |
| Золото  | Дэвид Вилки | Плавание              | Мужчины, 200 м брассом                   |
| Серебро | Кит Ремфри | Дзюдо                 | Мужчины, абсолютная категория            |
| Серебро | Майкл Харт Крис Бэйлью                                                                                           | Академическая гребля  | Мужчины, двойки парные                   |
| Серебро | Джеймс Кларк Тим Крукс Ричард Лестер Хью Мэтесон Дэвид Максвелл Леонард Робертсон Патрик Свини Фредерик Смолбоун | Академическая гребля  | Мужчины, восьмёрки                       |
| Серебро | Дэвид Вилки | Плавание              | Мужчины, 100 м брассом                   |
| Серебро | Родни Пэттисон Джульен Брук Хайтон                                                                               | Парусный спорт        | Класс «Летучий голландец»                |
| Бронза  | Брендан Фостер                                                                                                   | Лёгкая атлетика       | Мужчины, 10 000 м                        |
| Бронза  | Патрик Кауделл                                                                                                   | Бокс                  | Мужчины, до 54 кг                        |
| Бронза  | Иан Бэнбёри Майкл Беннетт Робин Кроукер Иан Халлам                                                               | Велоспорт             | Мужчины, командная гонка преследования   |
| Бронза  | Дэвид Старбрук                                                                                                   | Дзюдо                 | Мужчины, до 93 кг                        |
| Бронза  | Алан Макклэтчи Брайан Бринкли Гордон Дауни Дэвид Дюнне                                                           | Плавание              | Мужчины, эстафета 4×200 м вольным стилем |

## Результаты соревнований

### Академическая гребля
В следующий раунд из каждого заезда проходили несколько лучших экипажей (в зависимости от дисциплины). В финал A выходили 6 сильнейших экипажей, ещё 6 экипажей, выбывших в полуфинале, распределяли места в малом финале B.
Мужчины
| Соревнование | Спортсмены              | Предварительный заезд | Предварительный заезд | Предварительный заезд | Отборочный заезд | Отборочный заезд | Отборочный заезд | Полуфинал | Полуфинал | Полуфинал | Финал   | Финал   | Итоговое место |
| Соревнование | Спортсмены              | Заезд                 | Время                 | Место                 | Заезд            | Время            | Место            | Заезд     | Время     | Место     | Время   | Место   | Итоговое место |
| ------------ | ----------------------- | --------------------- | --------------------- | --------------------- | ---------------- | ---------------- | ---------------- | --------- | --------- | --------- | ------- | ------- | -------------- |
| двойки       | Дэвид Стардж Генри Клей | 3                     | 7:04,83               | 4                     | 1                | 6:56,12          | 2 Q              | 2         | 6:49,58   | 6 QB      | Финал B | Финал B | 12             |
| двойки       | Дэвид Стардж Генри Клей | 3                     | 7:04,83               | 4                     | 1                | 6:56,12          | 2 Q              | 2         | 6:49,58   | 6 QB      | 7:36,12 | 6       | 12             |